# Košická Polianka
Košická Polianka (Hongaars: Lengyelfalva) is een Slowaakse gemeente in de regio Košice, en maakt deel uit van het district Košice-okolie.
Košická Polianka telt 946 inwoners.